# Qaffin
Qaffin (àrab: قفّين, Qaffīn) és un municipi palestí de la governació de Tulkarem, a Cisjordània, 22 kilòmetres al nord-est de Tulkarem. Segons l'Oficina Central Palestina d'Estadístiques tenia 8.387 habitants el 2006 L'àrea edificada és de 1.000 dúnams.

## Història
S'hi ha trobat ceràmica de l'era romana d'Orient. En 1882 el Survey of Western Palestine del Fons per a l'Exploració de Palestina va descriure la vila, aleshores anomenada Kuffin com a: «Un poble de bona mida als turons baixos a l'est de la plana de Sharon, amb un pou d'aigua al costat sud. Té tombes tallades en roca, i una palma creix prop del poble.»

### Època del Mandat Britànic
Segons el cens organitzat en 1922 per les autoritats del Mandat Britànic, Kaffin tenia 721 musulmans, incrementats en el cens de Palestina de 1931 a 1.085 musulmans, que vivien en 255 cases.
En 1945 la població de Qaffin, (incloses Kh. el Aqqaba i Kh. esh Sheik Meisar) era de 1.570 musulmans, i l'àrea de terra era de 23,755 dúnams segons un cens oficial de terra i població. D'aquests, 5,863 dúnams eren plantacions i terra de rec, 8,371 eren usats per cereals, mentre que 40 dúnams eren sòl urbanitzat.

### Després de 1948
Després de la de la Guerra araboisraeliana de 1948, i després dels acords d'Armistici de 1949, Beit Lid va restar en mans de Jordània. Després de la Guerra dels Sis Dies el 1967, ha estat sota ocupació israeliana